# Barbara van Beck
Barbara van Beck, née Barbara Ursler le 16 février 1629 à Augsbourg au Saint-Empire et morte vers 1668, est une artiste et claveciniste connue pour une particularité physique : elle souffrait d'hypertrichose et son visage et une grande partie de son corps étaient couverts de poils.

## Biographie
Barbara Ursler est née à Augsbourg, en Saint-Empire, en 1629. Ses parents sont Anne et Balthazar Ursler. Ils ont plusieurs autres enfants mais elle est la seule à souffrir d'hypertrichose, également appelée syndrome d'Ambras. 
Les Ursler l'exhibent dans différentes villes à travers l'Europe, mais lui prodiguent également une éducation. 
Elle épouse plus tard Johan Michael van Beck et devient Barbara van Beck. Le couple a un enfant et son mari devient son manager. Il l'aurait épousée dans le but de gagner de l'argent grâce à l'apparition de sa femme dans des spectacles.
Elle est connue aussi sous les noms de Barbara Urslerin ou Urselin.

## Apparitions publiques
Barbara van Beck acquiert une renommée internationale et parcourt l'Europe, apparaissant dans des spectacles. En 1655, elle se rend à Londres pour la première fois. En 1657, John Evelyn se rappelle l'avoir vue lors d'un spectacle avec d'autres interprètes notables de l'époque. Il écrit qu'elle jouait bien du clavecin. L'ami d'Evelyn, Samuel Pepys, écrit avoir vu une femme montrant les mêmes particularités physiques, sans que l'on sache s'il s'agit de la même personne,,.
Barbara van Beck fait une apparition publique à Beauvais en 1660. Une gravure de son portrait par Richard Gaywood (en) est utilisée pour annoncer ce spectacle, et une copie est envoyée aux autorités locales pour obtenir l'autorisation de la performance. À ce stade, Barbara van Beck est déjà une célébrité : sa demande de performance indique qu'elle a déjà joué à Paris (où elle est apparue en 1645) et dans d'autres villes françaises.
En 1668, Barbara van Beck se produit à Londres et est vue par Holger Jacobsen qui écrit à son sujet pour le livre de Thomas Bartholin, Acta Medica et Philosophica Hafnensis. Il est frappé par la longueur et la douceur de ses cheveux et rapporte avoir examiné ses organes génitaux pour voir s'ils ressemblaient à ceux d'un singe. Après 1668, il n'y a aucune mention de Barbara van Beck, et certains émettent l'hypothèse qu'elle serait peut-être décédée cette année-là.

## Représentations

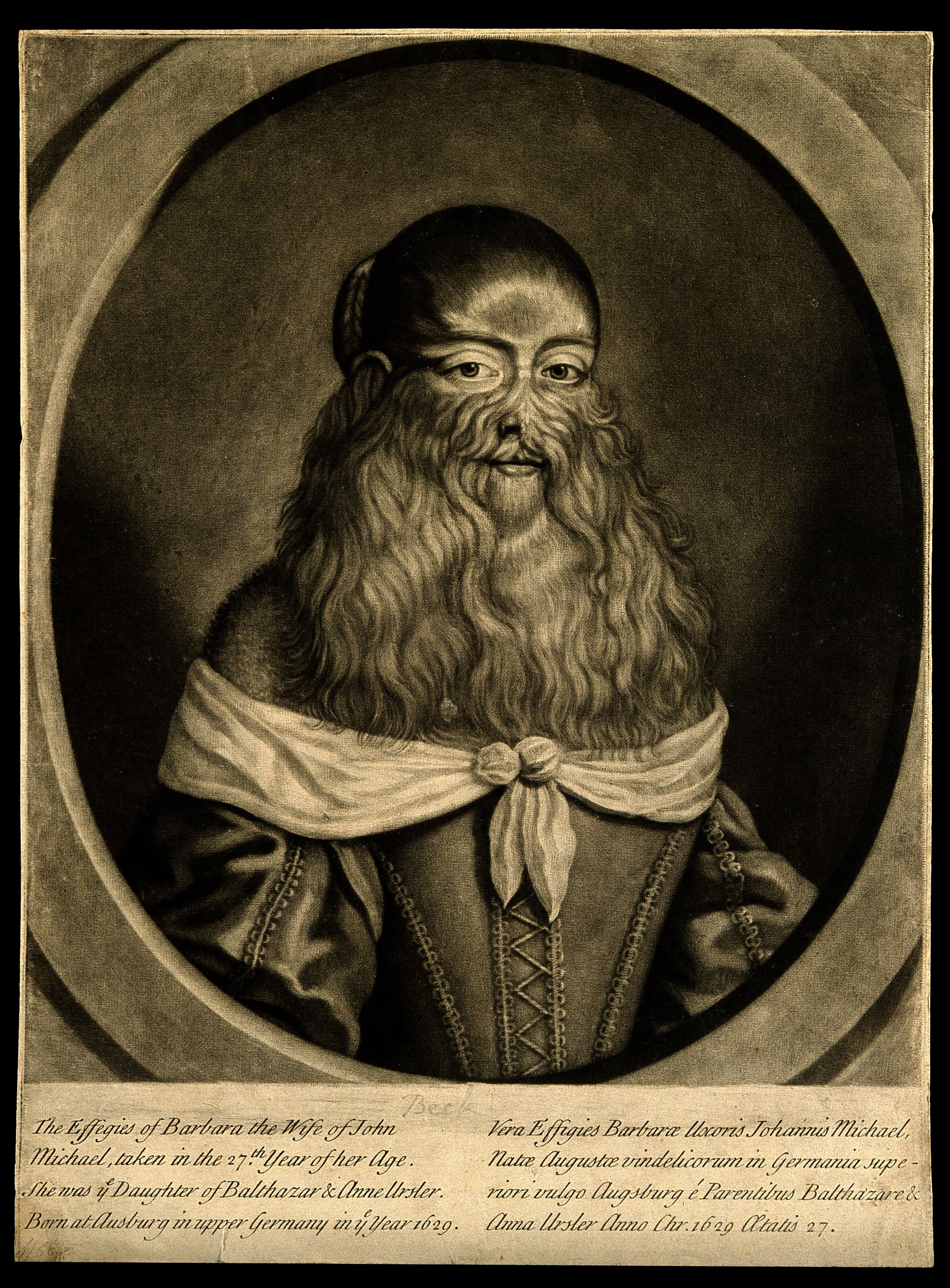
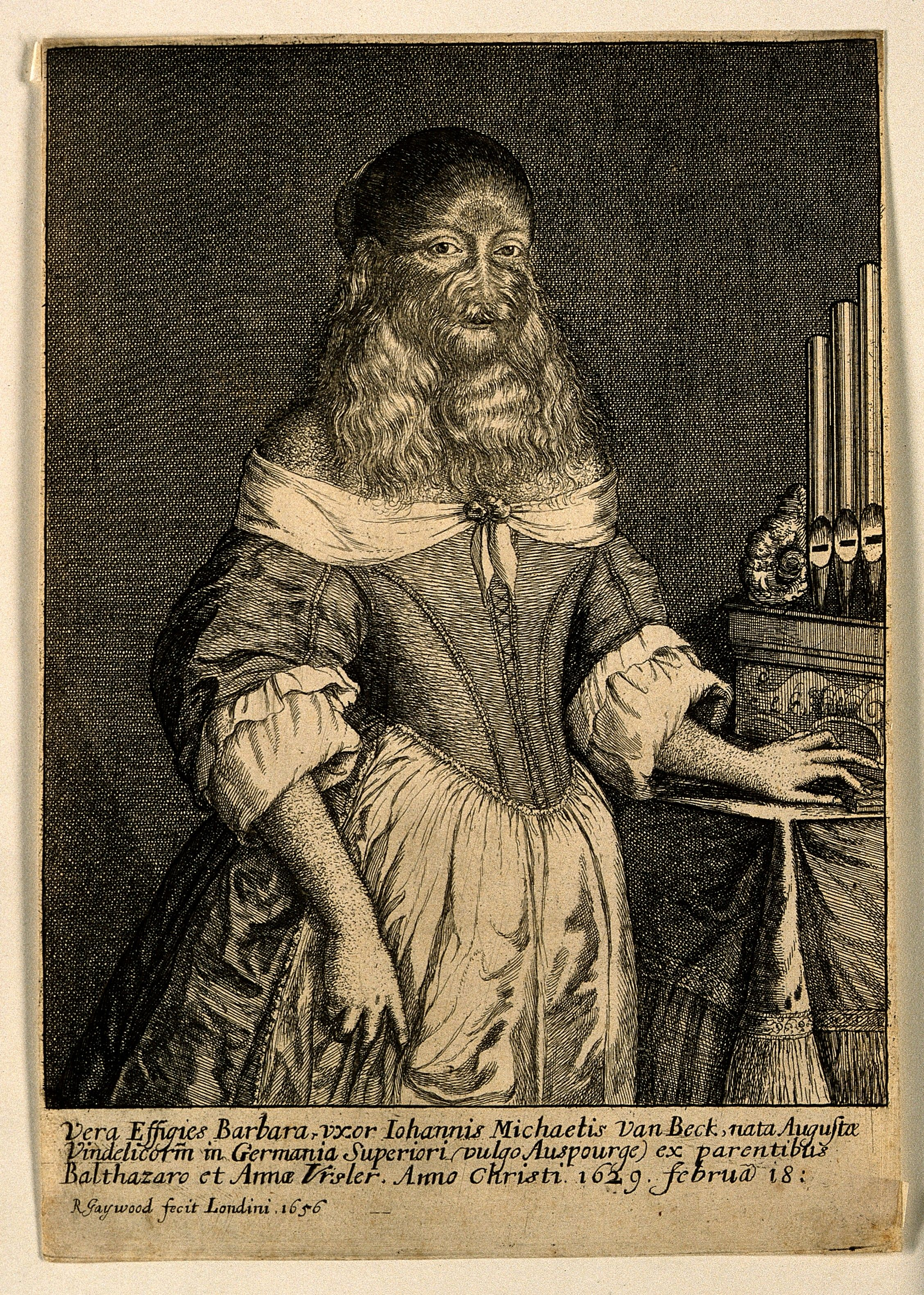
Gravure de R. Gaywood, 1656.
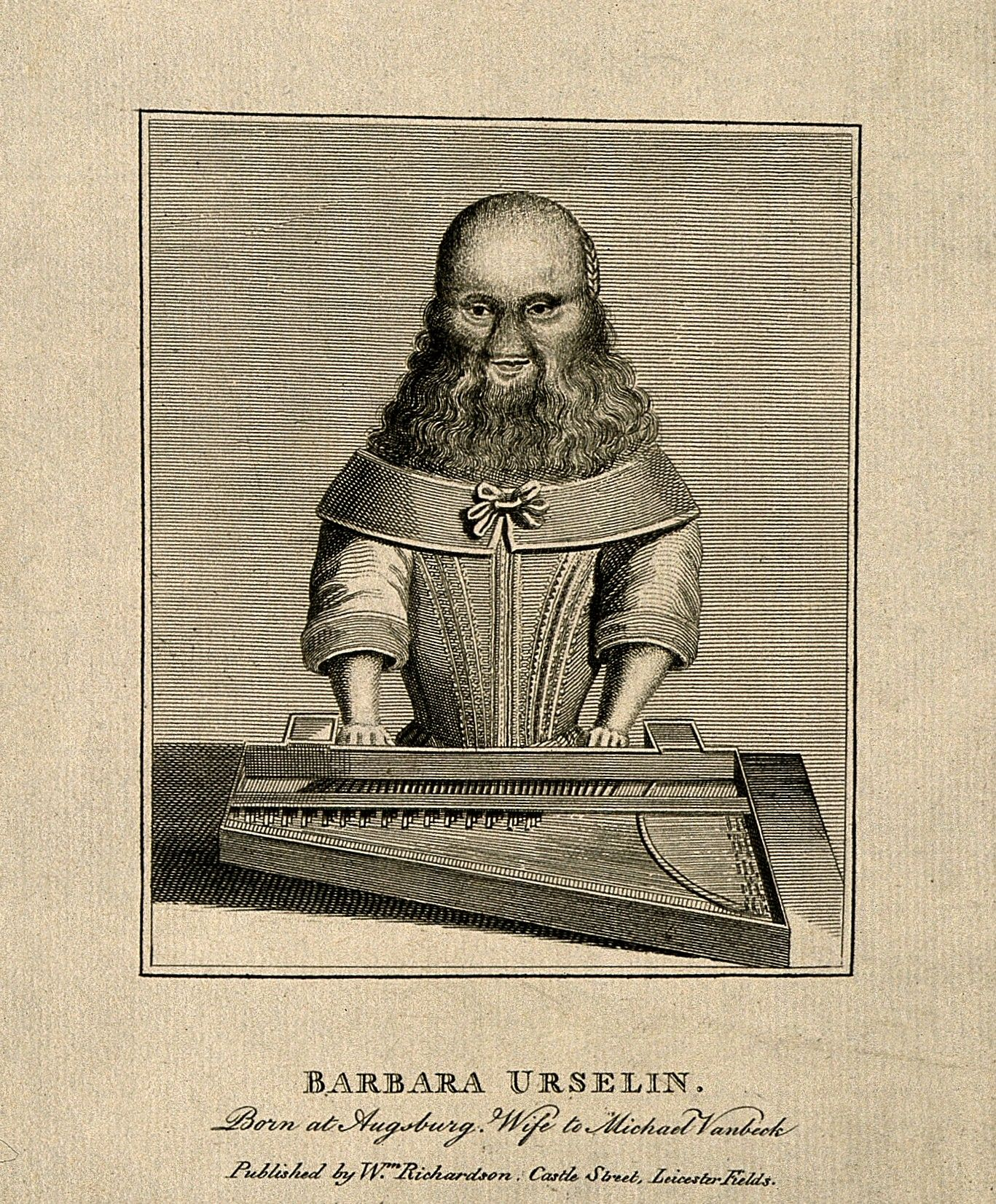
Barbara van Beck jouant du clavecin, gravure publié par William Richardson.

Des gravures représentant Barbara van Beck ont été réalisées par plusieurs artistes. H. Winze la présente debout, en pied en 1638. Isaac Brunnin la représente en 1653 et Richard Gaywood (en) la montre avec sa main gauche sur un orgue avec des informations sur sa naissance et sa vie personnelle. Le graveur William Richardson réalise une gravure d'elle jouant du clavecin.
Un portrait des années 1640 de Barbara van Beck la représente « portant une robe de soie chère, avec un décolleté bas à la mode ». L'historienne Angela McShane observe qu'« il s'agit d'une peinture de haut niveau magnifiquement exécutée » et souligne que les représentations de Barbara van Beck diffèrent des images victoriennes ultérieures de « monstres ».